# Tarucus extricatus
Tarucus extricatus är en fjärilsart som beskrevs av Butler 1886. Tarucus extricatus ingår i släktet Tarucus och familjen juvelvingar. Inga underarter finns listade i Catalogue of Life.